# Cerapteroceroides angustifrons
Cerapteroceroides angustifrons is een vliesvleugelig insect uit de familie Encyrtidae. De wetenschappelijke naam is voor het eerst geldig gepubliceerd in 1991 door Singh & Agarwal.